# Kings Park West
Kings Park West è un census-designated place (CDP) degli Stati Uniti d'America, situato nello stato della Virginia, nella contea di Fairfax. Secondo il censimento del 2020 gli abitanti di Kings Park West ammontavano a 13 465.